# George Thomas Moore

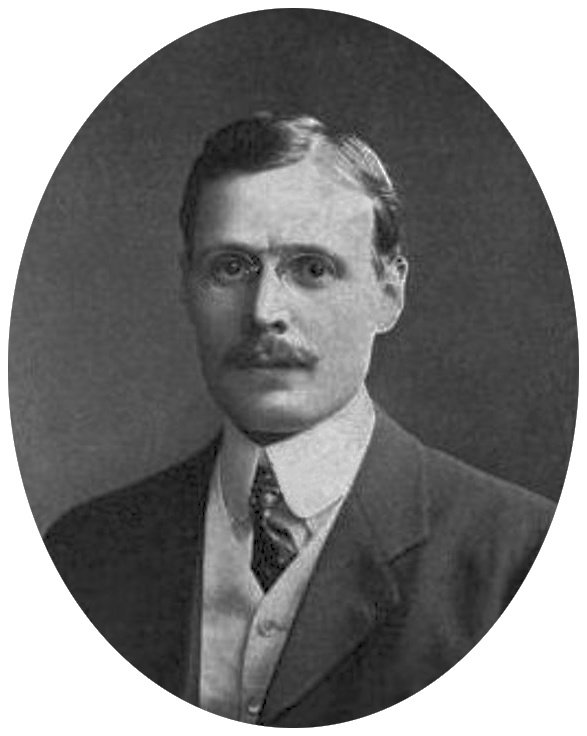
George Thomas Moore (1904)

George Thomas Moore (1871-1956) was een Amerikaanse botanicus die was gespecialiseerd in fycologie. 
In 1912 werd Moore directeur van de Missouri Botanical Garden in Saint Louis (Missouri) als opvolger van William Trelease (1857-1945). Onder zijn directeurschap werd in 1914 het wetenschappelijke tijdschrift Annals of the Missouri Botanical Garden geïntroduceerd. In 1914 werd ook het Palm House gebouwd ter vervanging van een broeikas uit 1868. Het Palm House zou in stand blijven tot 1959, toen werd begonnen met de aanleg van de geodetische koepel Climatron. Onder Moore's directoraat werd in 1923 een stuk land in de omgeving van Gray Summit (Missouri) aangekocht om een deel van de plantencollectie (onder meer de wereldvermaarde orchideeëncollectie) te huisvesten, omdat Saint Louis te kampen had met luchtvervuiling ten gevolge van het stoken met kolen. Het gebied werd Missouri Botanical Garden Arboretum (sinds 2000 bekend als Shaw Nature Reserve) genoemd. In 1953 werd Moore als directeur van de Missouri Botanical Garden opgevolgd door Edgar Anderson (1897-1969). 